# Celastrina aquilina
Celastrina aquilina är en fjärilsart som beskrevs av Roger Grund 1908. Celastrina aquilina ingår i släktet Celastrina och familjen juvelvingar. Inga underarter finns listade i Catalogue of Life.